# Kozłowo (województwo podlaskie)
Kozłowo – wieś w Polsce położona w województwie podlaskim, w powiecie siemiatyckim, w gminie Grodzisk.
W 1921 roku wieś liczyła 21 domów i 141 mieszkańców, w tym 100 prawosławnych i 41 katolików.
W latach 1975–1998 miejscowość administracyjnie należała do województwa białostockiego.
W strukturach Kościoła prawosławnego wieś podlega parafii pw. Opieki Matki Bożej w Czarnej Cerkiewnej. Natomiast wierni kościoła rzymskokatolickiego należą do parafii Wniebowzięcia Najświętszej Maryi Panny w Grodzisku